# Ectamenogonus umber
Ectamenogonus umber là một loài bọ cánh cứng trong họ Elateridae. Loài này được Bates miêu tả khoa học năm 1866.